# Belgrado Challenger 2004
Il Belgrado Challenger 2004 è stato un torneo di tennis facente parte della categoria ATP Challenger Series nell'ambito dell'ATP Challenger Series 2004. Il torneo si è giocato a Belgrado in Serbia dal 2 all'8 febbraio 2004 su campi in sintetico indoor.

## Vincitori

### Singolare
Nenad Zimonjić ha battuto in finale  Marco Chiudinelli con il punteggio di 2–6, 7–6(2), 6–4

### Doppio
Branislav Sekáč /  Orest Tereščuk hanno battuto in finale  Darko Madjarovski /  Janko Tipsarević con il punteggio di 6–3, 6–4